# قزاق‌لی (داش‌کسن)
قزاق‌لی (به لاتین: Qazaxlı) منطقه‌ای مسکونی در جمهوری آذربایجان است که در شهرستان داش‌کسن واقع شده است. قزاق‌لی ۳۲۷ نفر جمعیت دارد.